# 李潔瑩
李潔瑩 （英語：Kit Li，1983年10月1日—）是前香港賽馬會節目《賽馬直擊》主持之一，專業評馬人。因其樣貌與藝人李施嬅極為相似，而且兩人皆姓李，故曾被人誤以為李施嬅是她的姐姐。

## 經歷
李潔瑩在2004年就學期間，參加由商業電台及亞洲電視合辦的「馬壇廣播新人王」比賽，於比賽中躋身五強，
比賽後踏入馬圈，擔任兼職賽馬主持。兩年後轉做空姐，直至2008年因與家人聚少離多，放棄空姐工作，重返馬圈，正式投入評馬人工作。2016年10月16日，李潔瑩在主持直播賽馬節目期間突然疑似爆粗，而相關片段更被上載至互聯網，結果她遭馬會停職。事後，李潔瑩回應傳媒指她因不能承受太多網上留言壓力，且與丈夫梁家俊已經有生育計劃，故她選擇辭職。  
李潔瑩於2018年7月與蘋果日報簽約，於馬經版撰寫專欄，重返馬圈。
2019年6月起，李潔瑩代替心悅主持有線18台賽馬節目。惟自2020年馬季起，李潔瑩已經沒有再在有擔任賽馬日節目主持。

## 個人生活
李潔瑩已婚，其夫是香港騎師梁家俊。2018年，李潔瑩誕下一子。
2021年8月19日，李潔瑩再誕下一女，湊成一個好字。

## 任職

### 節目主持
- 有線電視的《球彩台》節目主持。
- 香港賽馬會的《賽馬直擊》節目主持。

### 報章專欄
- 《蘋果日報》
  - Girl’s Talk

- 《太陽馬經》
  - 阿Kit慧眼

## 外部連結
- Facebook 專頁 （页面存档备份，存于）